# Buket Bata
Buket Bata is een bestuurslaag in het regentschap Aceh Timur van de provincie Atjeh, Indonesië. Buket Bata telt 1357 inwoners (volkstelling 2010).